# Persone di cognome Sala
| Questa pagina contiene informazioni ricavate automaticamente dalle voci biografiche con l'ausilio del template Bio e di un bot. L'aggiornamento è periodico e automatico e ricostruisce completamente la pagina. Se manca una persona in questa lista, sei pregato di non aggiungerla, ma accertati piuttosto che la sua voce biografica contenga il template Bio e che i dati anagrafici siano correttamente compilati. Se il template Bio manca, inseriscilo tu stesso o, in alternativa, metti l'avviso {{tmp\|Bio}} che ne segnala la mancanza. Se i dati riportati sono sbagliati, correggi direttamente la voce biografica; le modifiche saranno visibili in questa lista entro pochi giorni. Per chiarimenti vedi il progetto antroponimi. La lista contiene solo le 52 persone che sono citate nell'enciclopedia e per le quali è stato implementato correttamente il template Bio. Pagina aggiornata al 7 giu 2025. |

Questa è una lista di persone presenti nell'enciclopedia che hanno il cognome Sala, suddivise per attività principale.

## Allenatori di calcio(3)
- Antonio Sala, allenatore di calcio italiano (Saronno, n. 1956)
- Claudio Sala, allenatore di calcio e ex calciatore italiano (Macherio, n. 1947)
- Valentino Sala, allenatore di calcio e calciatore italiano (Morimondo, n. 1908 - Marcignago, † 2002)

## Architetti(1)
- Domenico Maria Sala, architetto svizzero (Roveredo, n. 1727 - Eichstätt, † 1808)

## Artisti(1)
- Anri Sala, artista albanese (Tirana, n. 1974)

## Attori(1)
- Franz Sala, attore e truccatore italiano (Alessandria, n. 1886 - Roma, † 1952)

## Calciatori(9)
- Antonio Sala, calciatore italiano (Sirone, n. 1883)
- Costantino Sala, calciatore italiano (Monza, n. 1913 - Monza, † 1999)
- Darío Sala, ex calciatore argentino (Córdoba, n. 1974)
- Franco Sala, ex calciatore italiano (Arcore, n. 1932)
- Jacopo Sala, calciatore italiano (Alzano Lombardo, n. 1991)
- Luigi Sala, ex calciatore italiano (Mariano Comense, n. 1974)
- Marco Sala, calciatore italiano (Cornate d'Adda, n. 1886 - Milano, † 1969)
- Marco Sala, calciatore italiano (Rho, n. 1999)
- Patrizio Sala, ex calciatore e allenatore di calcio italiano (Bellusco, n. 1955)

## Cardinali(1)
- Giuseppe Sala, cardinale italiano (Roma, n. 1762 - Roma, † 1839)

## Ciclisti su strada(1)
- Enrico Sala, ciclista su strada italiano (Milano, n. 1891 - Milano, † 1979)

## Compositori(1)
- Nicola Sala, compositore italiano (Tocco Caudio, n. 1713 - Napoli, † 1801)

## Editori(1)
- Giuseppe Sala, editore italiano (forse Venezia - forse Venezia, † 1727)

## Generali(1)
- Virgilio Sala, generale e aviatore italiano (Milano, n. 1891)

## Giornaliste(2)
- Cecilia Sala, giornalista italiana (Roma, n. 1995)
- Simona Sala, giornalista italiana (Roma, n. 1960)

## Giornalisti(1)
- Angelo Sala, giornalista e scrittore italiano (n. 1952 - † 2013)

## Inventori(1)
- Dario Sala, inventore italiano (Como, n. 1912 - Trecallo, † 2005)

## Medici(2)
- Angelo Sala, medico e chimico italiano (Vicenza, n. 1576 - Bützow, † 1637)
- Giovanni Domenico Sala, medico e nutrizionista italiano (Padova, n. 1579 - Padova, † 1644)

## Musicisti(1)
- Ramon Gener Sala, musicista, umanista e scrittore spagnolo (Barcellona, n. 1967)

## Nuotatrici(1)
- Federica Sala, nuotatrice artistica italiana (Vimercate, n. 1993)

## Pallavolisti(2)
- Andrea Sala, ex pallavolista italiano (Gallarate, n. 1978)
- Lorenzo Sala, pallavolista italiano (Trento, n. 2002)

## Partigiane(1)
- Elisa Sala, partigiana italiana (Monza, n. 1925 - Sovico, † 1945)

## Piloti motociclistici(2)
- Giovanni Sala, pilota motociclistico italiano (Bergamo, n. 1963)
- Guido Sala, pilota motociclistico italiano (Lissone, n. 1928 - † 1987)

## Pittori(5)
- Eliseo Sala, pittore italiano (Milano, n. 1813 - Rancate, † 1879)
- Elia Sala, pittore, scultore e architetto italiano (Milano, n. 1864 - Gorlaprecotto, † 1920)
- Juan Sala, pittore spagnolo (Barcellona, n. 1869 - Parigi, † 1918)
- Paolo Sala, pittore e docente italiano (Milano, n. 1859 - Milano, † 1924)
- Vitale Sala, pittore italiano (Cernusco Lombardone, n. 1803 - Milano, † 1835)

## Politici(6)
- Aldo Sala, politico italiano (Verona, n. 1945)
- Fabrizio Sala, politico italiano (Milano, n. 1971)
- Giorgio Sala, politico italiano (Vicenza, n. 1927)
- Giuseppe Sala, politico e dirigente pubblico italiano (Milano, n. 1958)
- Michele Sala, politico italiano (Altofonte, n. 1900 - Palermo, † 1973)
- Raimondo Sala, politico italiano (Frugarolo, n. 1890 - Roma, † 1956)

## Presbiteri(1)
- Dante Sala, presbitero italiano (Carpi, n. 1905 - Carpi, † 1982)

## Registi(2)
- Adimaro Sala, regista, sceneggiatore e montatore italiano († 2011)
- Vittorio Sala, regista e sceneggiatore italiano (Palermo, n. 1918 - Roma, † 1996)

## Religiose(1)
- Maria Anna Sala, religiosa italiana (Brivio, n. 1829 - Milano, † 1891)

## Sciatori alpini(1)
- Tommaso Sala, sciatore alpino italiano (Milano, n. 1995)

## Scrittori(1)
- Alberico Sala, scrittore, poeta e critico d'arte italiano (Vailate, n. 1923 - Vailate, † 1991)

## Ultramaratoneti(1)
- Luca Sala, ultramaratoneta italiano (Monza, n. 1971)

## Vescovi cattolici(1)
- Cavalcano Sala, vescovo cattolico italiano (Lovere, † 1263)